# Türkspor Dortmund
Türkspor Dortmund is een Duitse voetbalclub uit Dortmund. 
De club werd in 2000 opgericht en is een navolger van verschillende Turks georiënteerde clubs uit Dortmund met een historie die teruggaat tot 1978. Türkspor Dortmund speelde lang op het niveau van de Kreisliga. Vanaf 2018 begon de club aan een opmars en kwam in 2019 in de Bezirksliga. In 2020 promoveerde de club naar de Landesliga. In 2022 werd de club kampioen en promoveerde naar de Westfalenliga. In 2024 promoveerde Türkspor Dortmund voor het eerst naar de Regionalliga West. Daar werd het Ischelandstadion in Hagen als thuisstadion gebruikt omdat het eigen stadion niet voldeed aan de eisen. Türkspor Dortmund trok zich op 12 maart 2025 terug uit de Regionalliga West en alle resultaten van het seizoen 2024/25 werden geschrapt. De club kampte het hele seizoen al met financiele problemen en degradatie was toen al onvermijdelijk.